# Ștefan cel Mare, Argeș
Ștefan cel Mare là một xã thuộc hạt Argeș, România. Dân số thời điểm năm 2002 là 2666 người.